# Neuve-chapelle-i indiai emlékmű
A neuve-chapelle-i indiai emlékmű (Neuve-Chapelle Indian Memorial) Franciaországban található, és azoknak az indiaiaknak állít emléket, akik elestek az első világháború nyugati frontján, és nem tudni, hol nyugszanak.

## Az emlékmű
Az emlékmű helyszíneként azért választották Neuve-Chapelle-t, mert az indiai hadtest ezen a helyen bocsátkozott először komoly harcba önálló egységként 1915. márciusban. Az emlékmű egy íves fallal övezett szentélyre emlékeztet. Része egy négy és fél méter magas oszlop, amely azokra a hasonló építményekre utal, amelyeket az időszámítás előtti 3. században, Asóka korában emeltek Indiában. Talapzatán két kőtigris ül. Az egy az Isten, ő a győzelem feliratot négy nyelven vésték az oszlop alsó részére.
Az emlékmű 4843 indiai katona és munkás előtt tiszteleg, akik a nemzetközösségi erőkben harcolva és dolgozva vesztették életüket a nyugati fronton, és nem tudni, hol van a sírhelyük. Az emlékművet Herbert Baker tervezte, a szobrokat Charles Wheeler és Joseph Armitage készítette. Frederick Edwin Smith, Birkenhead 1. grófja, az indiai hadtest egykori vezérkari tisztje leplezte le 1927. október 7-én. Az ünnepségen jelen volt egy pandzsábi maharadzsa, Ferdinand Foch francia marsall és Rudyard Kipling író, költő.

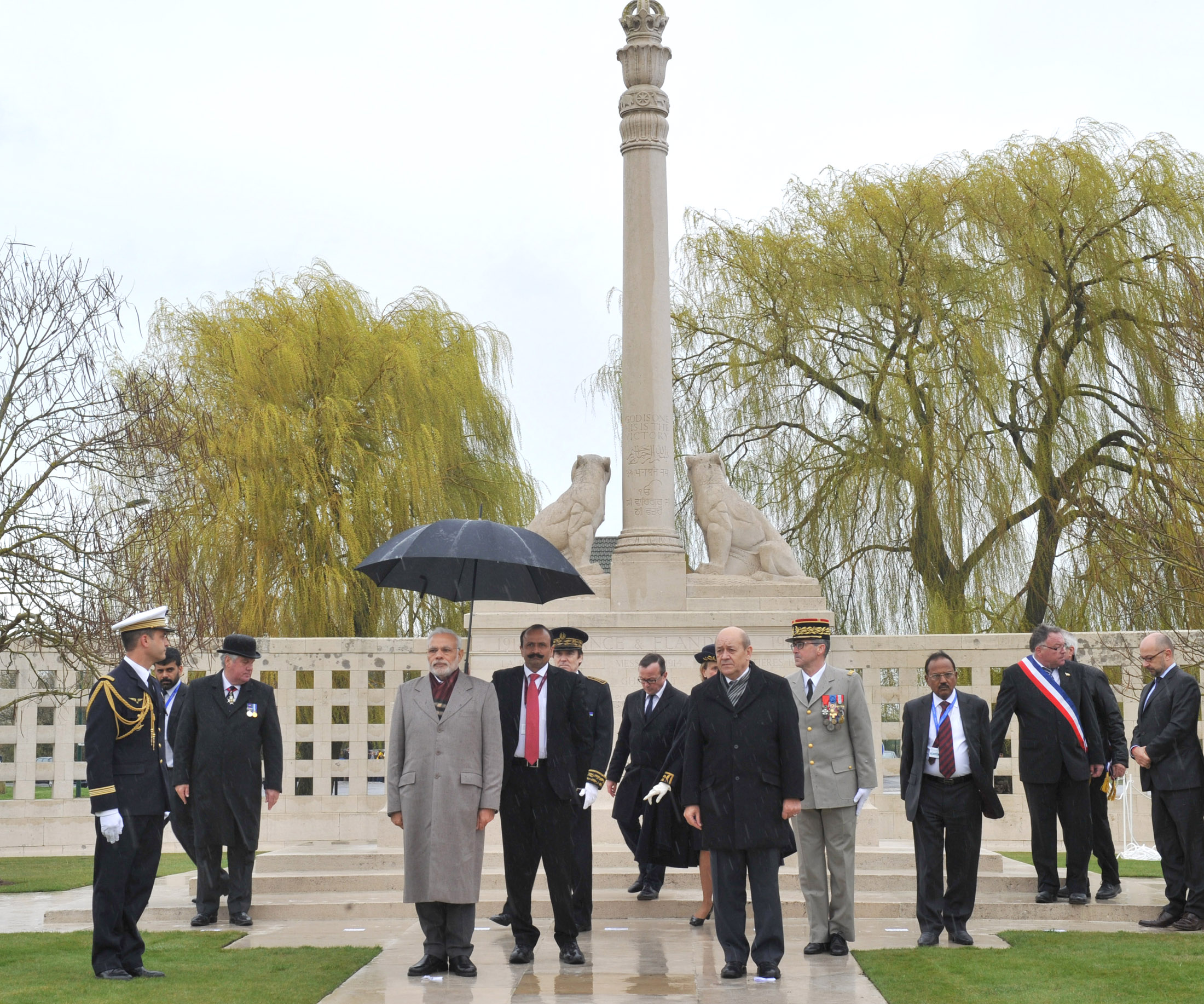
Szürke kabátban Narendra Modi indiai kormányfő 2015-ben

Herbert Baker 1944-es visszaemlékezésében (Architecture and Personalities) azt írta, hogy az indiai művészet és történelem iránti érdeklődése miatt különösen örült a megbízásnak. Leírása szerint az emlékmű magában foglal egy magas fallal határolt, kőutakkal felosztott íves pázsitos területet. A fal egy része tömör, oda vésték fel az elesettek nevét, a másik része áttört, és a Buddha-szentélyek kerítéseit idéző szimbólumokat faragtak bele. Inspirációként megemlítette a Száncsi buddhista emlékeket. Az emlékműbe egy csatrin, oszlopos kupolán keresztül vezet az út.
Robert Lorimer skót építész, aki olasz katonai temetőket tervezett, azt írta nekem, hogy ez a sírkert nagyobb hatást gyakorolt rá, mint a többi, amelyet Franciaországban látott. Azért osztom meg az ítéletét, mert megmutatja, mennyire erős a varázsa az egyszerű, zárt formájú háborús emlékműveknek a csatatereken – írta Baker.
Az emlékmű 1940-ben, a második világháború során megsérült. Fabian Ware, a Brit Birodalom hadisírjait gondozó szervezet (Imperial War Graves Commission) alelnöke a következőket írta Bakernek: Sajnálattal közlöm, hogy a neuve-chapelle-i indiai emlékmű kevésbé volt szerencsés, mint a Tyne Cot-i, (...) a falat nagyjából tíz méter hosszan ledöntötték.
2023 óta az első világháború temetői és emlékhelyei részeként a világörökséghez tartozik.

## Történelmi háttér
Nagy-Britannia 1914. augusztus 4-én üzent hadat Németországnak. Négy nap múlva két indiai gyaloghadosztály és egy lovasdandár kapott parancsot a felkészülésre a behajózásra. Az Indiai Expedíciós Erő szeptember-októberben érkezett meg Franciaországba, és részt vett a Messines-gerincért folytatott heves belgiumi csatában. Neuve Chapelle-nél 1915. március 10-13. között az indiaiak nagyon súlyos veszteségeket szenvedtek, amikor elfoglaltak egy fontos német vonalat. Később harcoltak az Ypres-i kiszögellésben. az Aubers-gerincnél és Festubert-nél, majd Loosnál, mielőtt átvezényelték őket a Közel-Keletre. Az indiai lovashadtest 1918 tavaszáig a nyugati fronton maradt. A munkáscsapatok, amelyek 1917-ben érkeztek először Franciaországba, a fegyverszünetig végezték a logisztikai feladatokat a vonalak mögött. Száznegyvenezer ember érkezett Európába Indiából, közülük 90 ezer katona volt, a többi 50 ezer a munkásalakulatokban tevékenykedett. A katonák közül 8550 hősi halált halt, ötvenezren megsebesültek.